# Club athlétique de la Société générale de Marseille
Le Club athlétique de la Société générale de Marseille (CASG Marseille) est un club omnisports français basé à Marseille. C'est un club sportif de la banque Société générale.

## Athlétisme
Sous les couleurs du CASG Marseille : 
- Jean Bouin est champion de France de cross-country en 1910 et 1911, champion de France du 10 000 mètres en 1911 et du 5 000 mètres en 1912 ;
- Édith Alauze est championne de France du 83 mètres haies en 1925 ;
- Lucienne Tostain est championne de France du 1 000 mètres en 1929 et de cross-country en 1930 ;
- Ruth Paysant est championne de France du 800 mètres en 1935 et de cross-country en 1936.

## Basket-ball

### Basket-ball masculin
Le CASG de Marseille dispute le Championnat de France de basket-ball lors de la saison 1932-1933.

### Basket-ball féminin
Le CASG de Marseille joue la finale du championnat du Littoral le 15 avril 1928 contre l'Olympique de Marseille au Stade Fernand-Bouisson. Il dispute le Championnat de France féminin Promotion lors de la saison 1934-1935.

## Football

### Football masculin
Le CASG est éliminé au troisième tour de la Coupe de France de football 1921-1922 par l'Olympique de Marseille, au troisième tour de la Coupe de France de football 1923-1924 par le SC Grenoble et au quatrième tour de la Coupe de France de football 1929-1930 par le FC Lyon. 
Le club évolue au plus haut niveau de la Ligue du Sud-Est, la Division d'Honneur, lors de la saison 1923-1924, dans une période sans championnat national, terminant à la cinquième place, et doit jouer les barrages pour se maintenir ; le CASG bat le SC Nîmes sur le score de 3 buts à 1.. Il évolue ainsi lors de la saison 1924-1925 dans un groupe de cinq équipes avec notamment l'Olympique de Marseille, le FC Cette et l'AS Cannes

### Football féminin
Le CASG est le club de la région prônant le football féminin dans les années 1920 alors que la pratique féminine au niveau national est sur le déclin. Il est éliminé dès le premier tour de la Coupe de France en 1926 par l'US Clodo,.
Lors de la saison 1926-1927, le CASG atteint les demi-finales du Championnat de France  en battant en quarts de finale le Nova de Paris sur le score de 3 buts à 1.
Le club atteint la finale de la Coupe de France en 1930, perdant également la finale contre le Fémina Sport ; il s'agit de la première équipe de province à atteindre ce stade de la compétition.

## Water-polo
Le CASG de Marseille dispute le Championnat de France masculin de water-polo dans les années 1930 ; il est éliminé au deuxième tour en 1931 par le CN Lyon.